# The Video Dead
Pour plus de détails, voir Fiche technique et Distribution.
The Video Dead est un film d'horreur américain réalisé par Robert Scott, sorti en 1987. Le scénario repose sur une télévision paranormale qui permet aux zombies d’un film de rentrer dans le monde réel. Le film est sorti directement en vidéo et a été réédité plusieurs fois depuis.

## Synopsis
Un téléviseur est livré à la maison d’un écrivain qui n’en avait pas commandé. L’écrivain découvre que le seul programme que la télévision est capable de capter est un film d’horreur de zombies en noir et blanc, sans intrigue et apparemment sans fin, intitulé Zombie Blood Nightmare. L’écrivain débranche la télévision, mais celle-ci se rallume toute seule et les zombies du film (Jack, The Bride, Ironhead, Jimmy D. et Half-Creeper) en sortent. Ils attaquent et tuent l’écrivain.
Le lendemain, les livreurs reviennent pour récupérer l’appareil, après avoir réalisé qu’il était en fait destiné à l’Institut de recherches paranormales. Ils ne trouvent que le corps de l’écrivain, ligoté dans son couloir et vêtu de vêtements de fête.
Trois mois plus tard, les adolescents Zoe et Jeff emménagent dans la maison avant leurs parents, qui rentrent aux États-Unis après des années passées à l’étranger. Jeff se lie d’amitié avec April et elle l’accompagne à la maison, d’où le chien qu’elle garde s’échappe dans les bois. Le chien tombe sur les zombies qui se sont échappés du téléviseur et vivent depuis dans les bois. Les zombies tuent le chien, pendant ce temps Jeff et April le recherchent et trouvent plus tard ses restes. Les zombies suivent le couple dans le quartier.
Dans l’après-midi, un homme nommé Joshua Daniels vient chercher le téléviseur, affirmant qu’il l’a acheté lors d’un vide-greniers mais qu’il l’a envoyé par la poste à l’Institut de recherches paranormales après qu’il a tué sa femme. Jeff l’éconduit, mais plus tard dans la nuit, il découvre le téléviseur, qui a mystérieusement migré vers le grenier. Une femme bizarre apparaît brièvement sur l’écran, faisant signe à Jeff, avant qu’un homme n’apparaisse et ne la tue, révélant à Jeff qu’elle est un zombie. L’homme, qui se fait appeler « The Garbage Man », dit que la seule façon d’empêcher plus de zombies d’apparaître est de scotcher un miroir sur la télévision.
Le lendemain, les zombies pénètrent dans la maison d’April. Ironhead étrangle à mort avec colère leur servante avant qu’ils ne montent à l’étage et ne tuent le père d’April. Leurs voisins d’à côté meurent également aux mains des zombies. Jeff, Zoe et April se barricadent à l’intérieur de leur propre maison, avec Joshua qui est revenu pour récupérer le téléviseur. Joshua explique la psychologie des zombies : réalisant qu’ils sont dans un état liminal entre la vie et la mort, les zombies tuent les humains par envie. Ils sont repoussés par les miroirs parce que cela leur rappelle leur propre hideur, et attaquent quand ils sentent la peur. Les zombies peuvent être amenés à réaliser qu’ils sont morts en les blessant puis en les démembrant, mais ils doivent être laissés sans enterrement. Ils peuvent également être détruits en les piégeant dans un espace clos, ce qui les fait entrer dans un état psychotique et ils se cannibalisent les uns les autres.
Malgré les fortifications, Jimmy D. entre par effraction et neutralise April. Zoe et Jeff enferment le zombie hors de la maison après son départ avec le corps d’April. Le lendemain matin, Joshua et Jeff se rendent dans les bois pour traquer les zombies. Joshua pose des pièges et prend une position de tireur d'élite tout en utilisant Jeff comme appât. À l’aide d’un arc et de flèches, ils tirent et neutralisent tous les zombies sauf la mariée, qu’ils poursuivent. Joshua est tué et Jeff est piégé dans un hangar, où il découvre le cadavre d’April. La mariée, s’étant armée d’une tronçonneuse, tue Jeff à l’intérieur du hangar après avoir été décapitée par Jeff à l’aide d’une hachette. L’autre zombie se réveille, secouant leurs illusions sur la mort, et retourne dans le quartier.
Ils retournent à la maison, où Zoé est seule. Se souvenant que les zombies n’attaquent que lorsqu’ils sentent la peur, Zoe invite les zombies à entrer et ils deviennent dociles. Zoe découvre un miroir sur la porte du sous-sol, trompe les zombies pour qu’ils entrent dans le sous-sol, et ils deviennent fous. Après qu’ils se sont dévorés les uns les autres, leurs restes sont aspirés dans la télévision et Zombie Blood Nightmare se termine enfin.
Quelque temps plus tard, les parents de Zoé viennent lui rendre visite à l’hôpital, où elle est traitée pour un trouble de stress post-traumatique. Ils lui apportent involontairement le téléviseur possédé de la maison, espérant qu’un objet familier l’aidera à se rétablir. Après le départ de tout le monde, la télévision rejoue Zombie Blood Nightmare. Zoe regarde l’écran avec horreur alors que Jack, à l’intérieur de la télévision, la regarde directement et commence à grogner. L’écran devient alors noir avant qu’on entende Zoé crier.

## Distribution
- Michael St. Michaels : Henry Jordan
- Thaddeus Golas : Livreur #1
- Douglas Bell : Livreur #2
- Al Millan : chauffeur de taxi / Tête de fer le mort-vivant
- Roxanna Augesen : Zoe Blair
- Lory Ringuette : Déménageur #1 / Half Creeper le mort-vivant
- George Kernan : Déménageur #2
- Rocky Duvall : Jeff Blair
- Sam David McClelland : Joshua Daniels
- Jennifer Miro : la Femme
- Vickie Bastel : April Ellison
- Libby Russler : Maria
- Garrett Dressler : M. Ellison
- Melissa Martin : la femme au foyer de films de série B
- Cliff Watts : l’éboueur
- Patrick Treadway : Jimmy D le mort-vivant[1]

## Sortie
The Video Dead est sorti directement en vidéo. Embassy Home Entertainment l’a sorti en VHS en novembre 1987. Le film a fait ses débuts pour la première fois en format grand écran sur MGM HD le 1er novembre 2009. Le 19 février 2013, Scream Factory (une division de Shout! Factory), a sorti le film en édition spéciale DVD et Blu-ray « combo pack » dans un coffret double avec le film de 1986 TerrorVision.

## Réception critique
David Maine de PopMatters a écrit que le film « contient quelques scènes de suspense et quelques moments exagérés, et pourrait intéresser les fans de zombies ». Adam Tyner de DVD Talk l’a qualifié de « visionnage essentiel pour les fanatiques de l’horreur décalée des années 1980 ». Patrick Naugle de DVD Verdict a écrit : « La seule chose que The Video Dead a à offrir, ce sont des effets de maquillage supérieurs à la moyenne pour un film de cet acabit. » Bruce Kooken de HorrorNews.Net a apprécié la nature non traditionnelle des zombies et a écrit : « Tous les amateurs de zombies dans le monde ont besoin de voir The Video Dead. C’est une excellente incarnation de zombies des années 1980 remplie de petits bijoux d’humour que tous les fans du genre peuvent trouver divertissante. Écrivant dans The Zombie Movie Encyclopedia, l’universitaire Peter Dendle a déclaré : « Cette aventure zombie méconnue est une belle surprise, offrant une action captivante ainsi que des méditations sur les zombies qui donnent à réfléchir. »
Bloody Disgusting a inclus le film dans leur liste des dix scènes de tronçonneuse les plus impressionnantes.
The Video Dead recueille un score d’audience de 32% sur Rotten Tomatoes